# Willy Hüttenrauch
Willy Hüttenrauch (* 10. März 1909 in Weimar; † 23. Februar 1996 in Berlin) war ein deutscher Politiker (SPD, KPD, SED) und Diplomat. Er war Minister in Thüringen, langjähriger Staatssekretär im Ministerium für Außenhandel und Innerdeutschen Handel der DDR und Botschafter in der Mongolischen Volksrepublik.

## Leben
Hüttenrauch, Sohn eines Eisenbahnarbeiters, erhielt eine Ausbildung zum kaufmännischen Angestellten. 1925 trat er der Sozialistischen Arbeiter-Jugend bei und wurde 1927 Mitglied der Sozialdemokratischen Partei Deutschlands (SPD). Nach Abschluss der Lehre war er in der Industrie beschäftigt, später als Gewerkschaftsangestellter und ab 1929 als Abteilungsleiter in einer Druckerei.
Nach der Machtergreifung der Nationalsozialisten 1933 wurde er wegen „politischer Aktivität“ verhaftet und zeitweise in Schutzhaft genommen. Nach der Entlassung war er im illegalen Widerstand aktiv, besonders in der sozialdemokratischen Widerstandsgruppe Nehrling-Eberling in Weimar. Von 1936 bis 1940 arbeitete er in verschiedenen Firmen in Weimar. Während des Zweiten Weltkriegs wurde er 1940 zum Kriegsdienst in die Wehrmacht einberufen.
Nach Kriegsende wurde der ehemalige Sozialdemokrat Mitglied der Kommunistischen Partei Deutschlands (KPD) und arbeitete von August bis Oktober 1945 als Referent im thüringischen Landesamt für Sozialwesen. Anschließend war er von der Landesverwaltung Thüringen mit der Entnazifizierung der Verwaltung des Land- und Forstwirtschaftsamtes beauftragt. Ab 1946 gehörte Hüttenrauch der SED an. Im Januar 1947 wurde er nach der Einrichtung eines Landesamtes für Handel und Versorgung als Ministerialrat Leiter deren Hauptverwaltung. 1947 erfolgte ebenfalls Hüttenrauchs Berufung in die Deutsche Wirtschaftskommission.
Vom 9. Oktober 1947 bis 21. November 1950 fungierte er als Minister für Wirtschaft der Landesregierung Thüringen unter Werner Eggerath. Im Zuge einer Regierungsumbildung wurde sein Amt an Herbert Strampfer vergeben, der Minister für Industrie und Aufbau wurde. Nach dem Besuch der SED-Parteihochschule in Kleinmachnow wirkte er ab 1951 im Außenhandel der DDR. Er war zunächst stellvertretender Hauptabteilungsleiter und ab 1. Juni 1952 Staatssekretär im Ministerium für Außenhandel und Innerdeutschen Handel für den Arbeitsbereich Import. Im November 1962 übernahm Horst Sölle die Funktion des Staatssekretärs und Hüttenrauch war dann bis 1968 stellvertretender Minister und stellvertretender Leiter der DDR beim Rat für gegenseitige Wirtschaftshilfe (RGW) unter den Ministern Julius Balkow und Horst Sölle. Anschließend wechselte er in den diplomatischen Dienst und war von Oktober 1968 bis März 1972 Botschafter der DDR in der Mongolischen Volksrepublik. 1972 trat er in den Ruhestand.
Willy Hüttenrauch wurde mehrmals mit dem Vaterländischen Verdienstorden ausgezeichnet: 1958 (in Silber), 1969 (in Gold) und 1978 (Ehrenspange). 1974 erhielt er den Orden Stern der Völkerfreundschaft in Silber.